# Свияга
Свия́га — река в Ульяновской области и Татарстане, правый приток Волги.

## География

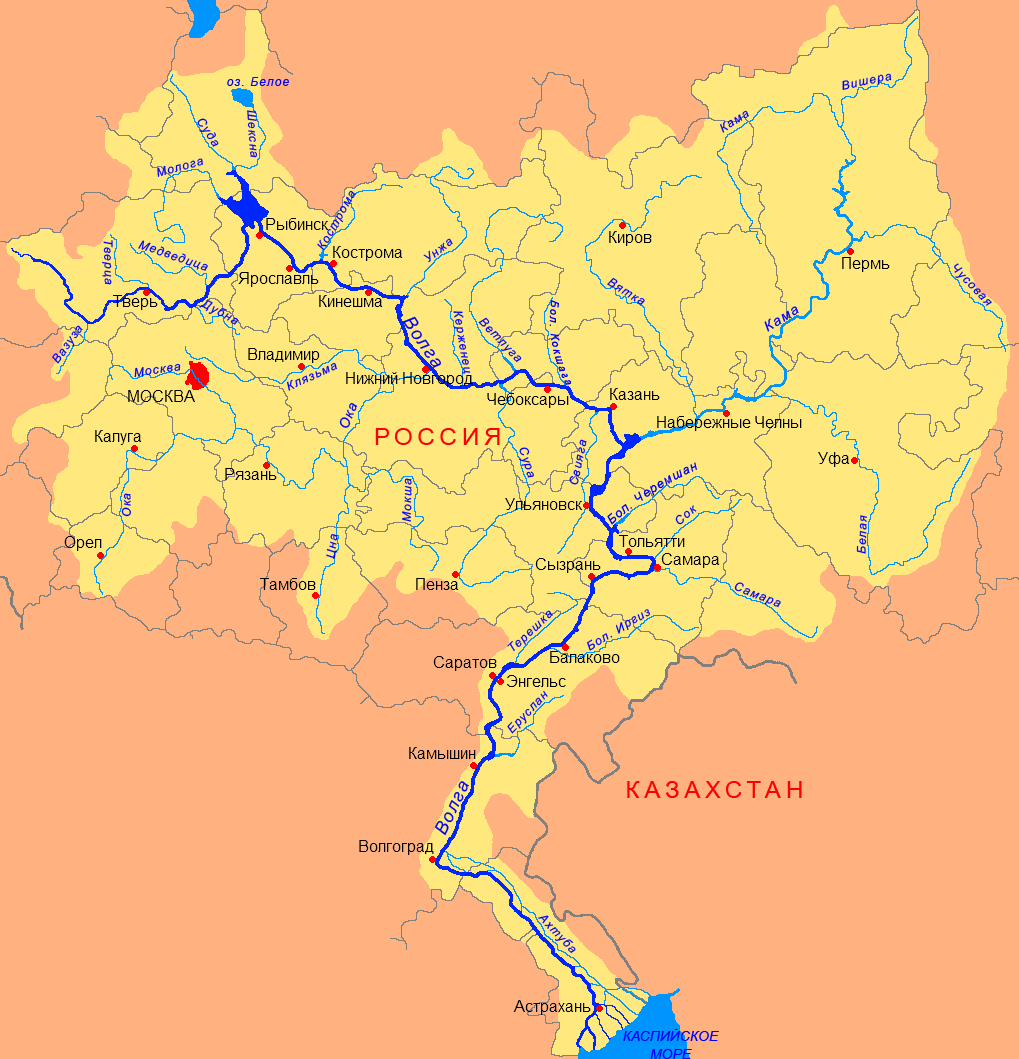
Бассейн Волги

Длина — 375 км, площадь водосборного бассейна — 16 700 км².
Река берёт начало на восточном склоне Приволжской возвышенности в Кузоватовском районе и имеет три истока. Основным истоком считается болото, расположенное на возвышенности (332 м) в 5 км к Ю-З от с. Кузоватово. Второй исток берёт начало возле с. Красная Поляна, а третий — западнее с. Баевка.
Река течёт с юга на север параллельно Волге через Ульяновск и впадает в Свияжский залив Куйбышевского водохранилища. Низовья реки оказались затоплены на многие километры в результате образования водохранилища.

## Гидрология
Река многоводна, равнинная, со спокойным течением.
Течёт по асимметричной возвышенной волнистой равнине, сильно пересечённой многочисленными глубокими (иногда в десятки метров) оврагами и балками. Правобережная часть более сложная по рельефу. Русло извилистое, на отдельных участках подвержено деформации. Ширина в межень — 20—30 м (в нижнем течении 40—60 м), глубина 0,3—4,0 м, скорость течения 0,1—1 м/с. Большая часть русла покрыта гомогенным серым илом.
Средняя густота речной сети бассейна 0,39 км/км².
Питание реки смешанное, преимущественно снеговое (до 52 %). Среднегодовой расход воды — в 26 км от устья — 34 м³/с. Замерзает в ноябре — начале декабря, вскрывается в апреле. Средний слой годового стока составляет 50—150 мм, из них 46—64 мм приходятся на период весеннего половодья. Модули подземного питания колеблются от 0,5—5,0 до 10,0 л/с×км² (вдоль основного русла).
Вода в реке повышенной минерализации (400—700 мг/л), по качественному составу меняется от гидрокарбонатно-сульфатно-кальциевой (до р. Бирля) до сульфатно-гидрокарбонатно-натриевой к устью. Жёсткость колеблется от 1,5—3,0 мг-экв/л весной до 3,0—6,0 мг-экв/л в межень.

## Притоки
Река имеет 79 притоков, 8 из которых имеют длину более 50 км: Кубня, Була, Карла, Улёма, Сельдь, Гуща, Цильна, Бирюч — из них справа впадает только Улема.

## Природа
В Свияге обитают разнообразные виды рыб, среди которых щука, окунь, судак, карась, лещ, густера, плотва, краснопёрка, уклея, сом, сазан, бёрш, жерех. В низовьях реки рыбалка продуктивней и экологически безопасней, чем в верховьях. В составе планктона реки обитают 48 видов коловраток (в том числе 7 редких), 47 — ветвистоусых (в том числе 3 редких) и 28 видов веслоногих (в том числе 3 редких) ракообразных. 58 видов водорослей и 22 вида бентосных организмов.
С 1978 года река — памятник природы регионального значения Татарстана.

## Хозяйственное использование
Река является транспортной магистралью местного значения (судоходна от с. Утяково), важным источником водоснабжения, в том числе используемого для удовлетворения различных отраслей народного хозяйства.
В черте Ульяновска в реке отмечены значительные превышения ПДК по нефтепродуктам и фенолам, вследствие чего купание в Свияге в городе запрещено.
В 50-е годы на реке были построены малые ГЭС, среди которых самые известные Деушевская и Киятская.

## Административные границы
Река протекает по территории 11 муниципальных образований:
- в Ульяновской области — Кузоватовский, Тереньгульский, Ульяновский, Цильнинский районы и гор. округ Ульяновск.

- в Татарстане — Тетюшский, Буинский, Апастовский, Верхнеуслонский, Кайбицкий, Зеленодольский районы.

#### Населённые пункты
Крупнейшие населённые пункты на реке — г. Ульяновск и находящиеся вблизи него пгт Ишеевка, с. Большие Ключищи, с. Карлинское, с. Лаишевка, с. Луговое, д. Салмановка, а также расположенное у истока с. Кузоватово.

## Гидроним
Общепринятой точки зрения на происхождение названия Свияги нет. Макс Фасмер предполагал связь с русским глаголом «вить»:

Свия́га название нескольких рек: правый приток Волги, в [бывш.] Казанск. и Симб. губ.; в Верхотурьинск. у. Перм. губ.; Кирилловск. у. Новгор. губ. (Соболевский, ИОРЯС 33, 3). Первая из этих рек носит тат. название Zuja suwy (Радлов 4, 918 и сл.), отсюда Свия́жск, местн. н., тат. Zuja. Принимая во внимание описание течения Свияги, притока Волги (см. Мельников, 7, 2: Свия́га та ещё куролесит…), можно думать о производном от вить.

Возможно, название связано с татарским названием реки — Зөя, созвучная русскому названию реки фраза «Зөя ягы», переводится как «свияжская сторона» или «сторона реки Свияги».